# Elmar Saar
Elmar Saar (* 19. Februar 1908 in Estland; † 19. Dezember 1981) war ein estnischer Fußballspieler und -trainer, sowie Schiedsrichter deutsch-baltischer Herkunft.

## Karriere
Elmar Saar spielte in seiner aktiven Karriere für die estnischen Vereine Tallinna JK, JK Tallinna Kalev, SK Tallinna Sport und JS Estonia Tallinn. Für die estnische Nationalmannschaft debütierte Saar am 12. August 1928 in Helsinki gegen Finnland. Mit der estnischen Auswahl nahm der Abwehrspieler im Jahr 1931 erstmals am Baltic Cup teil. Dort konnte er mit der Mannschaft den Titel gewinnen. In den folgenden Jahren nahm er noch drei weitere Male am Turnier teil, der Titel aus dem Jahr 1931 blieb allerdings der einzige Sieg. Im Jahr 1936 beendete Saar seine Fußballkarriere und fungierte im Jahr 1939 als Nationaltrainer Estlands.
Als Fußballschiedsrichter leitete er von 1944 bis 1961 mehr als 200 Spiele in den niederländischen Meisterschafts- und Pokalwettbewerben.